# Fender Musical Instruments Corporation

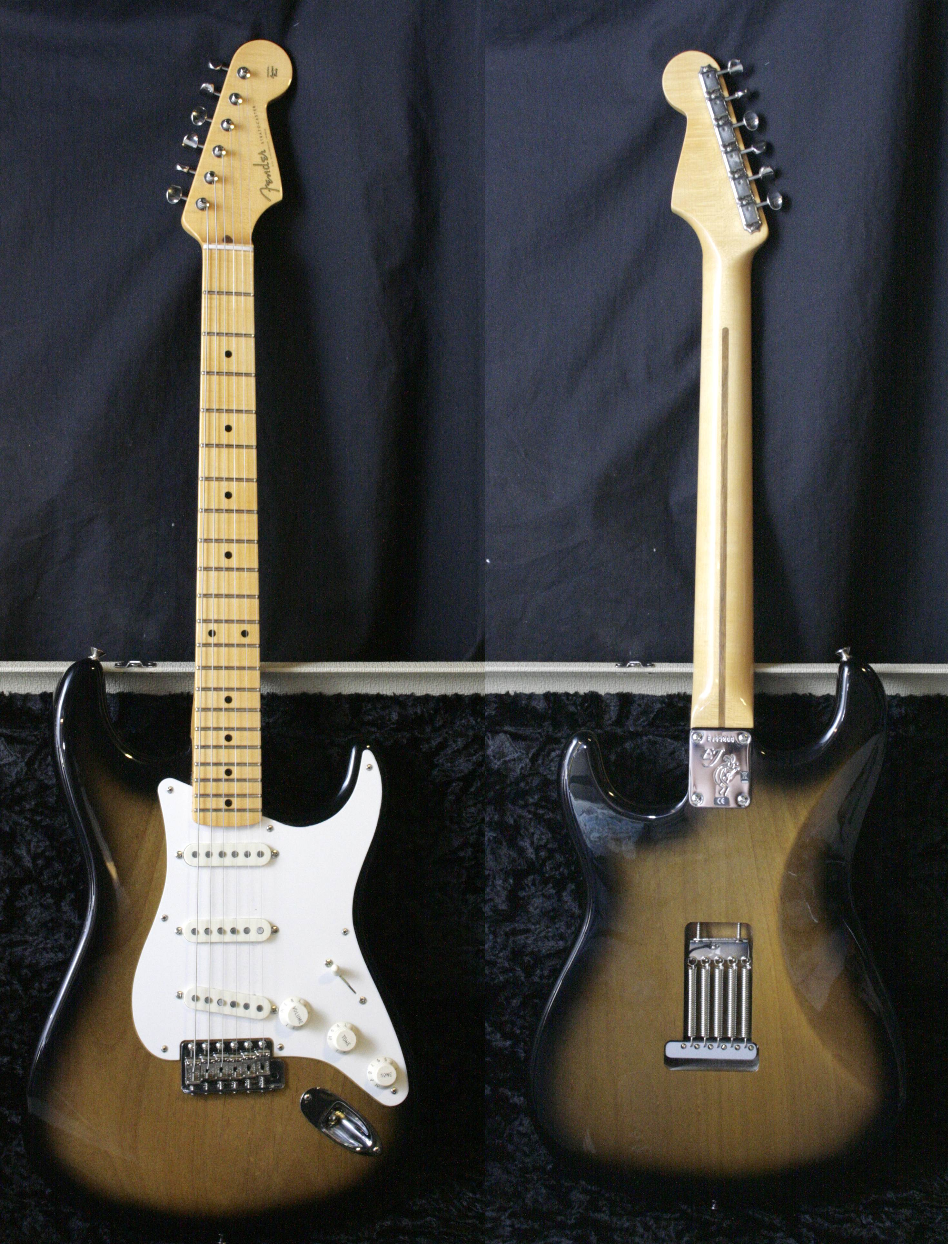
Eric Johnson signature Stratocaster.

Fender Musical Instruments Corporation, dříve Fender Electric Instrument Manufacturing Company je americký výrobce hudebních nástrojů.
Tuto firmu založil Američan Leo Fender. Původě byl opravářem automobilových rádií, později se ale začal zajímat o kytary a to ho dovedlo k jejich výrobě. V 50. letech 20. století navrhl jeden z nejznámějších a nejpoužívanějších typů kytar – Stratocaster.
Firma Fender je sice známá hlavně elektrickými kytarami, ale vyrábí také basové kytary, kytarová komba a kytarové příslušenství. Má několik oddělení, nejznámější z nich jsou v Mexiku a USA. Fender své produkty vyrábí ručně (proto starší název Fender Electric Instrument Manufacturing Company), díky čemuž mají sice vyšší cenu ale i kvalitu. Vedle stratocasteru, vyrábí i starší model telecaster. Z baskytar např. Fender Jazz Bass a Fender Precision Bass.
Stratocastery mívají 3 jednocívkové (single coil) snímače a hodí se spíše na jemnější styly, ale objevují se i varianty s jedním humbuckerem. Společně s Les Paulem patří k nejběžnějším modelům. Výrobky Fender používá/vala spousta známých muzikantů, mezi ně patřili a patří John Paul Jones, Jimi Hendrix, Kurt Cobain, Dave Murray, Eric Clapton, Keith Richards a mnoho dalších světoznámých umělců.